# A Lot Like Love
A Lot Like Love är en amerikansk romantisk komedifilm från 2005 i regi av Nigel Cole, med Amanda Peet och Ashton Kutcher i huvudrollerna.

## Handling
Emily och Oliver träffas på ett flygplan men inser att de inte alls passar för varandra. Trots det träffar de varandra regelbundet under de följande sju åren, blir vänner, ägnar sig åt karriären och det ena misslyckade förhållandet efter det andra. Men att det skulle bli de två är väl ändå inte möjligt? 

## Rollista
| Amanda Peet     | – Emily Friehl  |
| Ashton Kutcher  | – Oliver Martin |
| Kathryn Hahn    | – Michelle      |
| Kal Penn        | – Jeeter        |
| Ali Larter      | – Gina          |
| Taryn Manning   | – Ellen Martin  |
| Tyrone Giordano | – Graham Martin |
| Amy Aquino      | – Diane Martin  |
| Gabriel Mann    | – Peter         |
| Jeremy Sisto    | – Ben Miller    |
| Moon Bloodgood  | – Bridget       |